# Rogier Honig
Rogier Honig (Warnsveld, 17 oktober 1982) is een Nederlands betaaldvoetbalscheidsrechter. Hij fluit voornamelijk in de Jupiler League.
Honig is begonnen als scheidsrechter in 2002. Hij is sinds 2010 lid van de groep scheidsrechters masterclass en promoveerde in 2012 tot scheidsrechter junior. Zijn debuut in het betaald voetbal maakte hij op 1 oktober 2010 bij de wedstrijd Telstar – MVV. Honig is vanaf 2015 inzetbaar als assistent-scheidsrechter in de Eredivisie.
In december 2019 was hij assistent-scheidsrechter van Bas Nijhuis bij de topper Feyenoord-PSV.
Hij maakt daarna furore als grensrechter. Hij maakte in 2023 zijn debuut als grensrechter in de UEFA Champions League. 
Honig is getrouwd en woont in Zutphen en is ook adviseur voor startende ondernemers bij een bank.